# Elecciones seccionales de Ecuador de 1984
Las elecciones seccionales de Ecuador de 1984 se realizaron el 29 de enero de 1984 para renovar los cargos de 19 prefectos, 25 alcaldes, 71 consejeros provinciales y 550 concejales cantonales para el periodo 1984-1988.
Se realizaron de forma simultánea con las elecciones presidenciales y legislativas de 1984.

## Resumen de resultados por partido

### Prefecturas
| Partido político                           | N.º de Prefectos |
| ------------------------------------------ | ---------------- |
| Izquierda Democrática (ID)                 | 10               |
| Partido Demócrata (PD)                     | 4                |
| Frente Amplio de Izquierda (FADI)          | 2                |
| Democracia Popular (DP)                    | 1                |
| Frente Radical Alfarista (FRA)             | 1                |
| Partido Roldosista Ecuatoriano (PRE)       | 1                |
| Partido Liberal Radical Ecuatoriano (PLRE) | 1                |
| Total                                      | 19               |

### Alcaldías
| Partido político                           | N.º de Alcaldes |
| ------------------------------------------ | --------------- |
| Izquierda Democrática (ID)                 | 6               |
| Partido Demócrata (PD)                     | 4               |
| Democracia Popular (DP)                    | 3               |
| Frente Radical Alfarista (FRA)             | 3               |
| Partido Social Cristiano (PSC)             | 2               |
| Concentración de Fuerzas Populares (CFP)   | 2               |
| Partido Roldosista Ecuatoriano (PRE)       | 1               |
| Partido Liberal Radical Ecuatoriano (PLRE) | 1               |
| Movimiento Popular Democrático (MPD)       | 1               |
| Partido Conservador Ecuatoriano (PCE)      | 1               |
| Pueblo, Cambio y Democracia (PCD)          | 1               |
| Total                                      | 25              |

Fuente:

## Resultados

### Azuay

#### Ganadores
| Dignidad              | Candidato ganador         | Partido o alianza |
| --------------------- | ------------------------- | ----------------- |
| Prefectura Provincial | Leonardo Alvarado Cordero | PD                |
| Cuenca                | Xavier Muñoz Chávez       | PD                |

Fuente:

### Bolívar

#### Ganadores
| Dignidad              | Candidato ganador       | Partido o alianza |
| --------------------- | ----------------------- | ----------------- |
| Prefectura Provincial | Gustavo Espinoza Chimbo | ID                |
| Guaranda              | Ermel Campana Baux      | DP                |

Fuente:

### Cañar

#### Ganadores
| Dignidad              | Candidato ganador     | Partido o alianza |
| --------------------- | --------------------- | ----------------- |
| Prefectura Provincial | Macario Zea Zamora    | ID                |
| Azogues               | César Izquierdo Pinos | ID                |

Fuente:

### Carchi

#### Ganadores
| Dignidad              | Candidato ganador      | Partido o alianza |
| --------------------- | ---------------------- | ----------------- |
| Prefectura Provincial | Hugo Ruiz Enríquez     | ID                |
| Tulcán                | Jaime Chamorro Guerrón | PCE               |

Fuente:

### Chimborazo

#### Ganadores
| Dignidad              | Candidato ganador           | Partido o alianza |
| --------------------- | --------------------------- | ----------------- |
| Prefectura Provincial | Luis Eduardo Costales Terán | ID                |
| Riobamba              | Arnaldo Merino Muñoz        | ID                |

Fuente:

### Cotopaxi

#### Ganadores
| Dignidad              | Candidato ganador         | Partido o alianza |
| --------------------- | ------------------------- | ----------------- |
| Prefectura Provincial | Flavio Torres Bartelotti  | PLRE              |
| Latacunga             | Rodrigo Iturralde Darquea | FRA               |

Fuente:

### El Oro

#### Ganadores
| Dignidad              | Candidato ganador   | Partido o alianza |
| --------------------- | ------------------- | ----------------- |
| Prefectura Provincial | Luis Serrano García | ID                |
| Machala               | Ciro Ceratto Zerna  | MPD               |

Fuente:

### Esmeraldas

#### Ganadores
| Dignidad              | Candidato ganador        | Partido o alianza |
| --------------------- | ------------------------ | ----------------- |
| Prefectura Provincial | Jorge Chiriboga Guerrero | FADI              |
| Esmeraldas            | Antonio Lara Quiñónez    | DP                |

Fuente:

### Galápagos

#### Ganadores
| Dignidad                                | Candidato ganador     | Partido o alianza |
| --------------------------------------- | --------------------- | ----------------- |
| San Cristóbal - Puerto Baquerizo Moreno | Eduardo Toscano Soria | ID                |

Fuente:

### Guayas

#### Guayaquil

##### Ganadores
| Dignidad              | Candidato ganador    | Partido o alianza |
| --------------------- | -------------------- | ----------------- |
| Prefectura Provincial | Alfredo Adum Ziade   | PRE               |
| Guayaquil             | Abdalá Bucaram Ortiz | PRE               |
| Milagro               | Tomás Dávila Freire  | FRA               |

Fuente:

### Imbabura

#### Ganadores
| Dignidad              | Candidato ganador      | Partido o alianza |
| --------------------- | ---------------------- | ----------------- |
| Prefectura Provincial | Luis Mejía Montesdeoca | ID                |
| Ibarra                | Marco Almeida Vinueza  | ID                |

Fuente:

### Loja

#### Ganadores
| Dignidad              | Candidato ganador        | Partido o alianza |
| --------------------- | ------------------------ | ----------------- |
| Prefectura Provincial | Jorge Aguirre Asanza     | ID                |
| Loja                  | Bolívar Guerrero Armijos | PD                |

### Los Ríos

#### Ganadores
| Dignidad              | Candidato ganador         | Partido o alianza |
| --------------------- | ------------------------- | ----------------- |
| Prefectura Provincial | Antonio Sotomayor Falquez | FRA               |
| Babahoyo              | Juan Barquet Touma        | CFP               |
| Quevedo               | Eloy Mueckay Bazurto      | PSC               |

Fuente:

### Manabí

#### Ganadores
| Dignidad              | Candidato ganador        | Partido o alianza |
| --------------------- | ------------------------ | ----------------- |
| Prefectura Provincial | Richard Guillem Zambrano | ID                |
| Portoviejo            | Leonel Cedeño Rosado     | PCD               |
| Chone                 | Wagner Álava Intriago    | FRA               |
| Manta                 | Onofre De Genna Arteaga  | ID                |

Fuente:

### Morona Santiago

#### Ganadores
| Dignidad              | Candidato ganador      | Partido o alianza |
| --------------------- | ---------------------- | ----------------- |
| Prefectura Provincial | Carlos Medina Gallegos | DP                |
| Macas                 | Luis Rivadeneira Polo  | ID                |

Fuente:

### Napo

#### Ganadores
| Dignidad              | Candidato ganador     | Partido o alianza |
| --------------------- | --------------------- | ----------------- |
| Prefectura Provincial | Jorge González Granda | ID                |
| Tena                  | Eduardo Vayas Salazar | CFP               |

Fuente:

### Pastaza

#### Ganadores
| Dignidad              | Candidato ganador      | Partido o alianza |
| --------------------- | ---------------------- | ----------------- |
| Prefectura Provincial | Rafael Sancho Sancho   | FADI              |
| Pastaza - Puyo        | Jorge Fernández Oviedo | PD                |

Fuente:

### Pichincha

#### Quito

##### Ganadores
| Dignidad                       | Candidato ganador     | Partido o alianza |
| ------------------------------ | --------------------- | ----------------- |
| Prefectura Provincial          | Fabián Alarcón Rivera | PD                |
| Quito                          | Gustavo Herdoiza León | PD                |
| Santo Domingo de los Colorados | Darío Kanyat Cortez   | DP                |

Fuente:

### Tungurahua

#### Ganadores
| Dignidad              | Candidato ganador       | Partido o alianza |
| --------------------- | ----------------------- | ----------------- |
| Prefectura Provincial | Guido Palacios Palacios | PD                |
| Ambato                | Galo Vela Álvarez       | PSC               |

Fuente:

### Zamora Chinchipe

#### Ganadores
| Dignidad              | Candidato ganador       | Partido o alianza |
| --------------------- | ----------------------- | ----------------- |
| Prefectura Provincial | Floro Regalado Espinosa | PD                |
| Zamora                | Héctor Apolo Berrú      | PLRE              |

Fuente: